# Пауль II Антон Естергазі

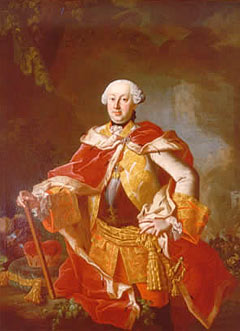
Пауль II Антон Естергазі

Принц Пауль II Антон Естергазі (угор. Esterházy Pál Antal (II.); 22 квітня 1711 — 18 березня 1762) — принц дому Естергазі. Він зробив військову кар'єру та опікувався музикою.

## Біографія
Народився в Айзенштадті, навчався у Відні та Лейдені, цікавився культурою. У серпні 1733 року в Лондоні він став масоном.
Як і попередні глави роду Естергазі, він підтримував габсбурзьку імперію Марії Терезії у війні за австрійську спадщину. У цій війні (1741–1748) він очолював гусарський полк, вихідцем з якого і був сам. За численні успіхи на полях битв йому було надано звання фельдмаршала-лейтенанта у 1747 році, а після війни його відрядили як імперського посланця до Неаполя, де проживав у 1750–1753 роках.
З початком Семирічної війни у 1756 році він став генералом кавалерії й отримав звання фельдмаршала у 1758 році. Цього ж року він пішов з військової служби.
З того часу він опікувався культурними та гуманітарними заходами. Зокрема, він виявляв особливий інтерес до проекту 1761 року з реорганізації музикантів при його дворі. Він призначив молодого Йозефа Гайдна віце-капельмейстером, який відповідав за оркестр.
Пауль Антон помер у Відні у 1762 році. Він не мав дітей, тому йому спадкував брат Ніколас.